# The Coffee Bean & Tea Leaf

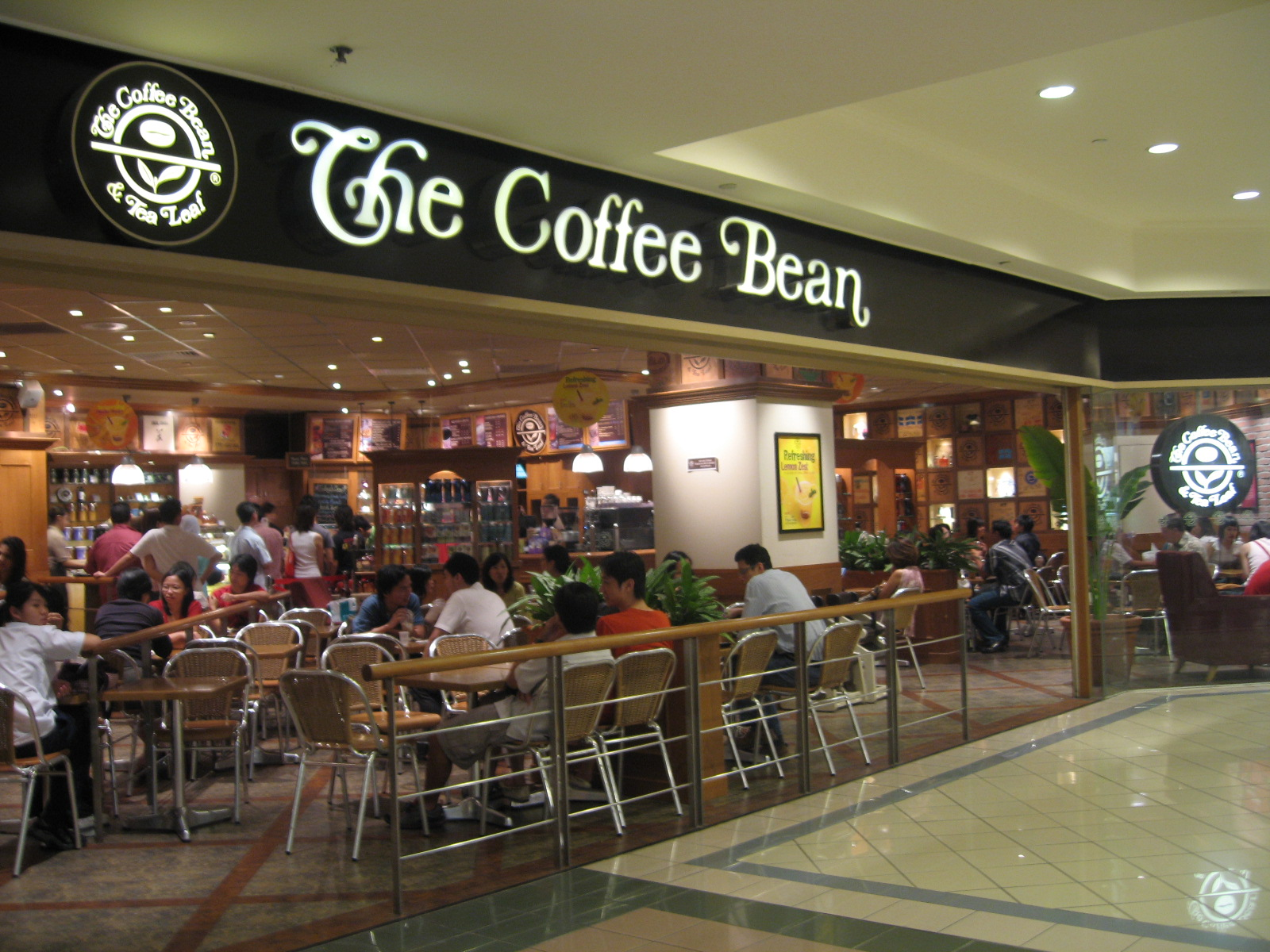
Coffee Bean & Tea Leaf.

Coffee Bean & Tea Leaf (que l'on appelle le plus souvent « The Coffee Bean » ou « Coffee Bean ») est une chaine de cafés de Los Angeles, Californie, qui appartient au groupe International Coffee & Tea, LLC. Le premier de ces cafés ouvre en septembre 1968. La chaine a ouvert dans plus de 750 endroits dans 22 pays. Aux USA, The Coffee Bean est situé principalement à San Francisco, Phoenix, Las Vegas, Honolulu, au Texas, et à Détroit. La plupart sont dans le Sud de la Californie, ce qui inclut Los Angeles, San Diego, Santa Barbara et Ventura. Les cafés en dehors de la Californie sont des franchises, comme à Hawaii. 
Un accès gratuit au Wi-Fi est disponible dans la plupart des cafés. Coffee Bean & Tea Leaf est présent en Allemagne, en Australie, à Brunei, en Chine, en Égypte, en Inde, en Indonésie, en Israël, en Corée du Sud, au Koweït, en Malaisie, au Mexique, au Maroc, aux Philippines, au Qatar, à Singapour, au Sri Lanka, au Cambodge, et au Vietnam.

## Du café Casher
L'ensemble des produits en vente (café, thé, pâtisseries ...) sont certifiés casher[réf. nécessaire].

## Dans la culture populaire
- L'entreprise apparaît dans le jeu vidéo Grand Theft Auto 5 sous le nom de Cool Beans.

## Ses concurrents
- Peet's Coffee & Tea
- Starbucks
- McCafé